# Premio de la combatividad de la Vuelta a España
El premio de la combatividad en la Vuelta en España es una de las clasificaciones secundarias de la Vuelta en España. Es una clasificación que recompensa el ciclista más combativo durante una etapa. A diferencia de las otras clasificaciones, no hay un jersey específico por el corredor más combativo, sino que el más combativo de cada etapa obtiene la etapa siguiente su dorsal en blanco sobre fondo rojo.

## Palmarés
| Año  | Ciclista           | Equipo                 | Otros jerseys |
| ---- | ------------------ | ---------------------- | ------------- |
| 2012 | Alberto Contador   | Saxo Bank-Tinkoff Bank | General       |
| 2013 | Javier Aramendia   | Caja Rural-Seguros RGA |               |
| 2014 | Christopher Froome | Team Sky               |               |
| 2015 | Tom Dumoulin       | Giant-Alpecin          |               |
| 2016 | Alberto Contador   | Tinkoff                |               |
| 2017 | Alberto Contador   | Trek-Segafredo         |               |
| 2018 | Bauke Mollema      | Trek-Segafredo         |               |
| 2019 | Miguel Ángel López | Astana Pro Team        |               |
| 2020 | Rémi Cavagna       | Deceuninck-Quick Step  |               |
| 2021 | Magnus Cort        | EF Education-NIPPO     |               |
| 2022 | Marc Soler         | UAE Team Emirates      |               |
| 2023 | Remco Evenepoel    | Soudal Quick-Step      | Montaña       |
| 2024 | Marc Soler         | UAE Team Emirates      |               |

### Ciclistas con más victorias
| Ciclista         | Victorias | Años             |
| ---------------- | --------- | ---------------- |
| Alberto Contador | 3         | 2012, 2016, 2017 |
| Marc Soler       | 2         | 2022, 2024       |